# Christopher Clay
Christopher C. Clay (* 20. Dezember 1983 in Wien) ist ein österreichisch-amerikanischer Start-Up-Gründer und Politiker der Piratenpartei.

## Leben
Christopher Clay wuchs in Wien auf. Er studierte Informationsdesign an der FH Joanneum und war 2006 Mitbegründer des Metalabs.
Clay ist als fixer Bestandteil der österreichischen Netzszene bekannt, unter anderem gründete er das Start-Up Soup.io, das Startupwiki sowie das Journalismus-Projekt luminous flux.
Neben diesen Tätigkeiten unterstützte er 2008 den Onlinewahlkampf des Liberalen Forums und den geplanten Vorzugsstimmenwahlkampf des grünen Politikers Armin Soyka im Jahr 2010.
2012 trat er der Piratenpartei Österreichs bei, dort war er zwischen Oktober 2012 und Mai 2014 als Mitglied des Bundesvorstandes tätig. Bei der Nationalratswahl 2013 trat er auf Listenplatz 5 für die Piratenpartei an und erhielt 117 Vorzugsstimmen. Bei der Europawahl im darauffolgenden Jahr war Clay als Pressesprecher des Wahlbündnisses Europa anders, an dem sich auch die Piratenpartei Österreichs beteiligte, aktiv.
Seit Mitte 2014 ist er für die Pressearbeit der Europaabgeordneten Felix Reda zuständig.